# Élections sénatoriales de 2011 en Martinique
Les élections sénatoriales en Martinique ont lieu le dimanche 25 septembre 2011. Elles ont pour but d'élire les sénateurs représentant le département au Sénat pour un mandat de six années.

## Contexte départemental
Lors des élections sénatoriales du 26 septembre 2004 en Martinique, deux sénateurs ont été élus, un PS et un Divers gauche.
Depuis, tous les effectifs du collège électoral des grands électeurs ont été renouvelés, avec les élections législatives françaises de 2007, les élections régionales françaises de 2010, les élections cantonales de 2008 et 2011 et les élections municipales françaises de 2008. 

## Sénateurs sortants
| Sénateur | Sénateur      | Parti | Fonctions lors de l'élection en 2004           |
| -------- | ------------- | ----- | ---------------------------------------------- |
|          | Serge Larcher | PPM   | Conseiller général, maire du Diamant           |
|          | Claude Lise   | RDM   | Sénateur sortant, président du conseil général |

## Présentation des candidats et des suppléants
Les nouveaux représentants sont élus pour une législature de 6 ans au suffrage universel indirect par les 846 grands électeurs du département. En Martinique, les sénateurs sont élus au scrutin majoritaire à deux tours. Leur nombre reste inchangé, 3 sénateurs sont à élire. Ils sont 8 candidats dans le département, chacun avec un suppléant.
| T/S | Candidats | Candidats            | Parti | Principale fonction                                         |
| --- | --------- | -------------------- | ----- | ----------------------------------------------------------- |
| T   |           | Raymond Occolier     | PPM   | Maire du Vauclin                                            |
| S   |           | Élise Diser          | PPM   | Adjointe au maire de Sainte-Marie                           |
| T   |           | Serge Larcher        | PPM   | Sénateur sortant                                            |
| S   |           | Claudie Vetro        | PPM   | Conseillère municipale du Lamentin                          |
| T   |           | Maurice Antiste      | MPF   | Vice-président du conseil régional, maire du François       |
| S   |           | Patricia Telle       | MPF   | Conseillère régionale, conseillère municipale de La Trinité |
| T   |           | Claude Lise          | RDM   | Sénateur sortant, conseiller général                        |
| S   |           | Christiane Bauras    | RDM   | Conseillère générale                                        |
| T   |           | Ange Lavenaire       | RDM   | Conseiller général, maire du Marigot                        |
| S   |           | Paulette Delbé       | RDM   | Conseillère municipale de Fonds-Saint-Denis                 |
| T   |           | Éric Hayot           | FMP   | Conseiller général, maire de Saint-Esprit                   |
| S   |           | Mireille Pélages     | FMP   |                                                             |
| T   |           | Maurice Laouchez     | UMP   |                                                             |
| S   |           | Murielle Fruton      | UMP   |                                                             |
| T   |           | Georges Virassamy    | UMP   |                                                             |
| S   |           | Gabriel Lagrandcourt | UMP   |                                                             |

## Résultats
| Candidat et parti politique | Candidat et parti politique | Candidat et parti politique | Premier tour | Premier tour | Second tour | Second tour |
| Candidat et parti politique | Candidat et parti politique | Candidat et parti politique | Voix         | %            | Voix        | %           |
| --------------------------- | --------------------------- | --------------------------- | ------------ | ------------ | ----------- | ----------- |
|                             | Maurice Antiste             | MPF                         | 425          | 51,33        |             |             |
|                             | Serge Larcher               | PPM                         | 386          | 46,62        | 474         | 59,10       |
|                             | Claude Lise                 | RDM                         | 313          | 37,80        | 328         | 40,90       |
|                             | Raymond Occolier            | PPM                         | 265          | 32,00        |             |             |
|                             | Georges Virassamy           | UMP                         | 80           | 9,66         |             |             |
|                             | Ange Lavenaire              | RDM                         | 68           | 8,21         |             |             |
|                             | Éric Hayot                  | FMP                         | 51           | 6,16         |             |             |
|                             | Maurice Laouchez            | UMP                         | 22           | 2,66         |             |             |
|                             |                             |                             |              |              |             |             |
| Inscrits                    | Inscrits                    | Inscrits                    | 846          | 100,00       | 846         | 100,00      |
| Abstentions                 | Abstentions                 | Abstentions                 | 10           | 1,18         | 12          | 1,42        |
| Votants                     | Votants                     | Votants                     | 836          | 98,82        | 834         | 98,58       |
| Blancs et nuls              | Blancs et nuls              | Blancs et nuls              | 8            | 0,95         | 32          | 3,78        |
| Exprimés                    | Exprimés                    | Exprimés                    | 828          | 97,87        | 802         | 94,80       |